# Mailhac-sur-Benaize
Mailhac-sur-Benaize este o comună în departamentul Haute-Vienne din centrul Franței. În 2009 avea o populație de 313 de locuitori.

## Evoluția populației
| An        | 1975 | 1982 | 1990 | 1999 | 2006 | 2009 |
| --------- | ---- | ---- | ---- | ---- | ---- | ---- |
| Populație | 412  | 373  | 357  | 314  | 311  | 313  |